# Genshin
Genshin (源信, 942 - 1017), também conhecido como Eshin Sōzu (恵心僧都), foi o mais influente de uma série de monges eruditos da seita budista Tendai entre os séculos X e XI no Japão.
Genshin, que foi treinado tanto em ensinamentos esotéricos quanto exotéricos, escreveu uma série de tratados pertencentes e sua maior obra, o Ōjōyōshū (往生要集), e teve influência considerável nas futuras gerações de monges da seita Tendai. Genshin e um pequeno grupo de monges mantinham uma comunidade isolada em Yokawa, no Monte Hiei.

## Referencias
1. 1 2  https://www.britannica.com/biography/Genshin